# Territ semipalmat
El territ semipalmat (Calidris pusilla) és un ocell limícola de la família dels escolopàcids (Scolopacidae) que en estiu habita la tundra de l'extrem oriental de Sibèria, oest i nord d'Alaska, nord del Canadà continental, fins Labrador i les illes Banks, Victòria, Rei Guillem i Baffin. En hivern habiten costes i aiguamolls d'Amèrica tropical incloent les Antilles.